# Geert Hammink
Gerrit "Geert" Hendrik Hammink (ur. 12 lipca 1969 w Didam) – holenderski koszykarz występujący na pozycji środkowego, reprezentant kraju, po zakończeniu kariery zawodniczej trener koszykarski.
Pojawił się w filmie – Drużyna asów.

## Osiągnięcia
Na podstawie, o ile nie zaznaczono inaczej.
NCAA
- Uczestnik rozgrywek:
  - II rundy turnieju NCAA (1992)
  - turnieju NCAA (1989, 1991–1993)
- Mistrz sezonu regularnego konferencji Southeastern (SEC – 1991)
- Zaliczony do I składu turnieju SEC (1993)
- Lider SEC w liczbie (325) i średniej (10,2) zbiórek (1993)[4]

NBA
- Wicemistrz NBA (1995)

Drużynowe
- Mistrz Niemiec (1998–2000)
- Zdobywca pucharu:
  - Niemiec (1999, 2004)
  - Grecji (2001)
- Finalista pucharu Niemiec (2000)
- 4. miejsce podczas mistrzostw Grecji (2001)

Indywidualne
- Uczestnik meczu gwiazd ligi greckiej (2004)
- Lider całego sezonu Eurocup w zbiórkach (2004)

Reprezentacja
- Uczestnik:
  - kwalifikacji do mistrzostw Europy (1997, 1999, 2001, 2003)
  - mistrzostw Europy U–18 (1986 – 11. miejsce, 1988 – 12. miejsce)
- Lider strzelców Eurobasketu U–18 (1988)